# Кабанский заказник
Кабанский заказник — государственный природный заказник федерального значения в Бурятии.
Заказник находится в административном подчинении «Байкальского заповедника».

## История
Кабанский заказник был основан 29 августа 1974 года с целью охраны, воспроизводства и восстановления численности водоплавающих и околоводных птиц, а также сохранения их среды обитания.

## Расположение
Заказник располагается в средней части дельты реки Селенга на территории Кабанского района Республики Бурятия. Площадь заказника составляет 12 100 га.

## Флора и фауна
Основной тип растительности — галофитные луга с ивами и другими кустарниками, а также моховые болота. На территории заказника произрастает 165 видов сосудистых растений. Среди них один вид внесён в Красную книгу Республики Бурятии — кувшинка четырёхугольная. Животный мир заказника включает 31 вид млекопитающих. Широко распространены ондатра, сибирская косуля, лисица, барсук. На территории заказника обитает более 258 видов птиц, из них в Красную книгу Российской Федерации внесены 23 вида, в Красную книгу Республики Бурятия — 57 видов. Типичными представителями орнитофауны являются кряква, шилохвость, широконоска, красноголовая чернеть, серебристая и озерная чайки, чеграва, крачки, поганки, серая цапля, большой баклан.